# Rolf Hackstein
Rolf Hackstein (* 27. Juni 1925 in Stolberg/Rheinland; † 25. Juni 2011 in Aachen) war ein deutscher Maschinenbauer und Professor für Arbeitswissenschaft. Von 1967 bis 1990 war er Leiter des Instituts für Arbeitswissenschaft (IAW) der RWTH Aachen sowie von 1966 bis 1990 geschäftsführendes Vorstandsmitglied und Direktor des FIR e. V. (damals: Forschungsinstitut für Rationalisierung) an der RWTH Aachen.

## Leben
Hackstein war von 1943 an ein Jahr als Soldat in Italien eingesetzt und danach für drei Jahre in französischer Kriegsgefangenschaft. Es gelang ihm in Italien 1944 an der Deutschen Oberschule in Rom das Reifezeugnis zu erwerben.
Von 1948 bis 1952 studierte er an der RWTH Aachen Maschinenbau mit den Schwerpunkten Textil- und Fertigungstechnik.
1950 fand er zunächst als Studentische Hilfskraft (damals: Hilfsassistent) dann als Wissenschaftlicher Mitarbeiter (damals: Wissenschaftlicher Assistent) Zugang zum Institut für Arbeitswissenschaft (IAW) der RWTH Aachen und arbeitet an Themen wie Eignungsbegutachtung (heute: Eignungsdiagnostik), Personalführung, Berufsausbildung und Berufserziehung (heute: Arbeitspädagogik), Arbeits- und Betriebsorganisation, industrielle Frauenarbeit, Leistungsstudien und Entlohnung (heute: Arbeitsentgelt).
1953 wechselte er als – historisch gesehen – erster Wissenschaftlicher Mitarbeiter an das FIR und arbeitete dort an der Untersuchung nach Rationalisierungsmöglichkeiten bei der Herstellung von Zahnrädern und Gesenkschmiedeteilen. Dazu gehörten Arbeiten in den Gebieten technischer Statistik, betrieblichen Rechnungswesens, Fertigungstechnik, Produktivitätsmessung, Arbeits- und Zeitstudien und des Lohnwesens.
Mit der Promotion zum Dr.-Ingenieur wechselte er 1955 zum (Arbeitgeber-)Verband der Textilindustrie Westfalen in Münster, dessen Geschäftsführer er von 1959 bis 1964 war.
1964 trat er in die Buderus’schen Eisenwerke Wetzlar ein und erhielt dort 1965 die Funktion eines Direktors. Er leitete das Personalwesen und die Arbeitsvorbereitung und übernahm weitere Sonderaufgaben auch für andere Werke in Flick-Unternehmen.
1966 übernahm er zunächst als geschäftsführendes Vorstandsmitglied und Direktor das FIR und wurde 1967 auch auf den Lehrstuhl des Instituts für Arbeitswissenschaft (IAW) der RWTH Aachen berufen.
1990 emeritierte er und widmete sich intensiv einer jahrelangen Leidenschaft: der Geschichtsforschung und trat noch mit Veröffentlichungen zur Aachener Geschichte in Erscheinung.
Zu seinem Werdegang gehörten umfangreiche REFA-Aktivitäten: 1951 trat er dem Verband bei, erwarb 1952 den REFA-Grundschein (damals: REFA-Lehrgang für Zeitstudien und Arbeitsbewertung) und war daraufhin als Referent in den REFA-Sonderlehrgängen für Studierende der RWTH Aachen tätig. In der Zeit von 1958 bis 1960 erwarb er die Qualifikationen zum REFA-Lehrer und aufbauend zum REFA-Fachlehrer. In Wetzlar war er Mitglied des REFA-Vorstandes. In Aachen übernahm er den Vorsitz des REFA-Bezirksverbandes von 1967 bis 1981. Mitglied des REFA-Vorstandes für den Gebietsverband Nordwest war er von 1967 bis 1972, des Gesamtvorstandes (heute: Bundesverband) von 1972 bis 1979.
Weitere Aktivitäten richteten sich auf das Rationalisierungskuratorium der Deutschen Wirtschaft e. V., die AIF, das USW und er war Kurator zweier Fraunhofer-Institute.

## Veröffentlichungen
Über die Institutszeiten werden über 430 Zeitschriftenbeiträge und eine Anzahl Buchveröffentlichungen mit Hackstein verbunden. Bei 130 Dissertationen war er Referent, bei weiteren 55 Korreferent. Er betreute vier Habilitationen und war Korreferent bei weiteren sechs. Über 40 seiner Schüler wurden selbst zu Professoren an deutschen Hochschulen berufen.
Weiterhin arbeitete er als Beirat und Herausgeber verschiedener Zeitschriften und Buchreihen.